# Elba orientale
Elba orientale este o arie protejată (arie de protecție specială avifaunistică — SPA) din Italia întinsă pe o suprafață de 4.687 ha, integral pe uscat.

## Localizare
Centrul sitului Elba orientale este situat la coordonatele 42°43′25″N 10°23′54″E / 42.723721°N 10.398338°E.

## Înființare
Situl Elba orientale a fost declarat arie de protecție specială avifaunistică în octombrie 2007 pentru a proteja 32 de specii de animale.

## Biodiversitate
Situată în ecoregiunea mediteraneană, aria protejată conține 14 habitate naturale: Faleze cu vegetație de Limonium spp. endemic de pe coastele mediteraneene, Peșteri marine scufundate complet sau parțial, Pajiști umede mediteraneene cu ierburi înalte de Molinio-Holoschoenion, Pajiști uscate seminaturale și facies de acoperire cu tufișuri pe substraturi calcaroase (Festuco-Brometalia) (* situri importante pentru orhidee), Păduri de Quercus suber, Recifuri, Păduri de Quercus ilex și Quercus rotundifolia, Păduri de pin mediteraneene cu pini mezogeni endemici, Formațiuni scunde de Euphorbia în apropierea falezelor, Lande oro-mediteraneene cu formațiuni endemice de grozamă, Pante stâncoase silicioase cu vegetație casmofită, Tufărișuri termo-mediteraneene și de pre-deșert, Pseudostepă cu ierburi și specii anuale de Thero-Brachypodietea, Matorral arborescenți cu Juniperus spp..
La baza desemnării sitului se află mai multe specii protejate:
- păsări (29): lăcar mare (Acrocephalus arundinaceus), lăcar-de-lac (Acrocephalus scirpaceus), Alectoris rufa, fâsă-de-câmp (Anthus campestris), Apus pallidus, stârc cenușiu (Ardea cinerea), Calonectris diomedea, caprimulg (Caprimulgus europaeus), Carduelis citrinella, șerpar (Circaetus gallicus), erete vânăt (Circus cyaneus), porumbel (Columba livia), corb (Corvus corax), prepeliță (Coturnix coturnix), șoim călător (Falco peregrinus), vânturel roșu (Falco tinnunculus), lișiță (Fulica atra), găinușă de baltă (Gallinula chloropus), sfrâncioc roșiatic (Lanius collurio), sfrâncioc cu cap roșu (Lanius senator), mierlă albastră (Monticola solitarius), pietrar mediteranean (Oenanthe hispanica), ciuf-pitic (Otus scops), Phalacrocorax aristotelis desmarestii, cormoran mare (Phalacrocorax carbo), cristei de baltă (Rallus aquaticus), Sylvia sarda, silvie de tufiș (Sylvia undata), Tachymarptis melba
- mamifere (2): liliacul mare cu potcoavă (Rhinolophus ferrumequinum), liliacul mic cu potcoavă (Rhinolophus hipposideros)
- reptile (1): Euleptes europaea

Pe lângă speciile protejate, pe teritoriul sitului au mai fost identificate 33 de specii de plante, 4 specii de amfibieni, 5 specii de mamifere, 11 specii de nevertebrate, 2 specii de reptile.